# Bahariyya
Koordinaten: 28° 10′ N, 28° 50′ O

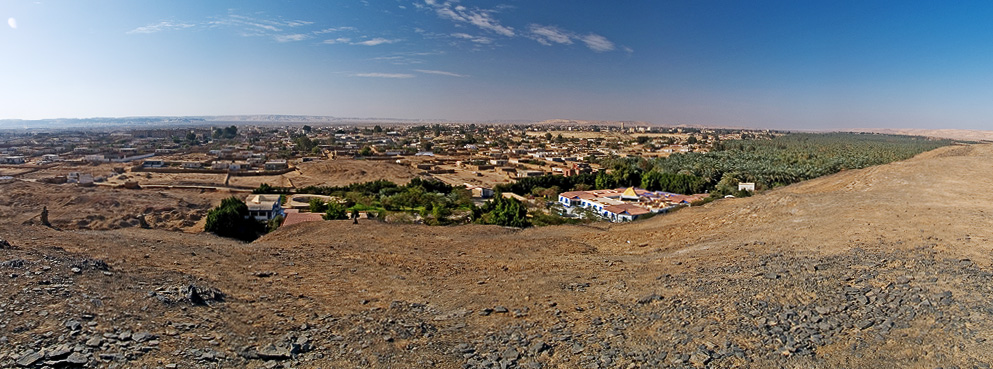
Bahariyya-Oase vom Black Mountain aus

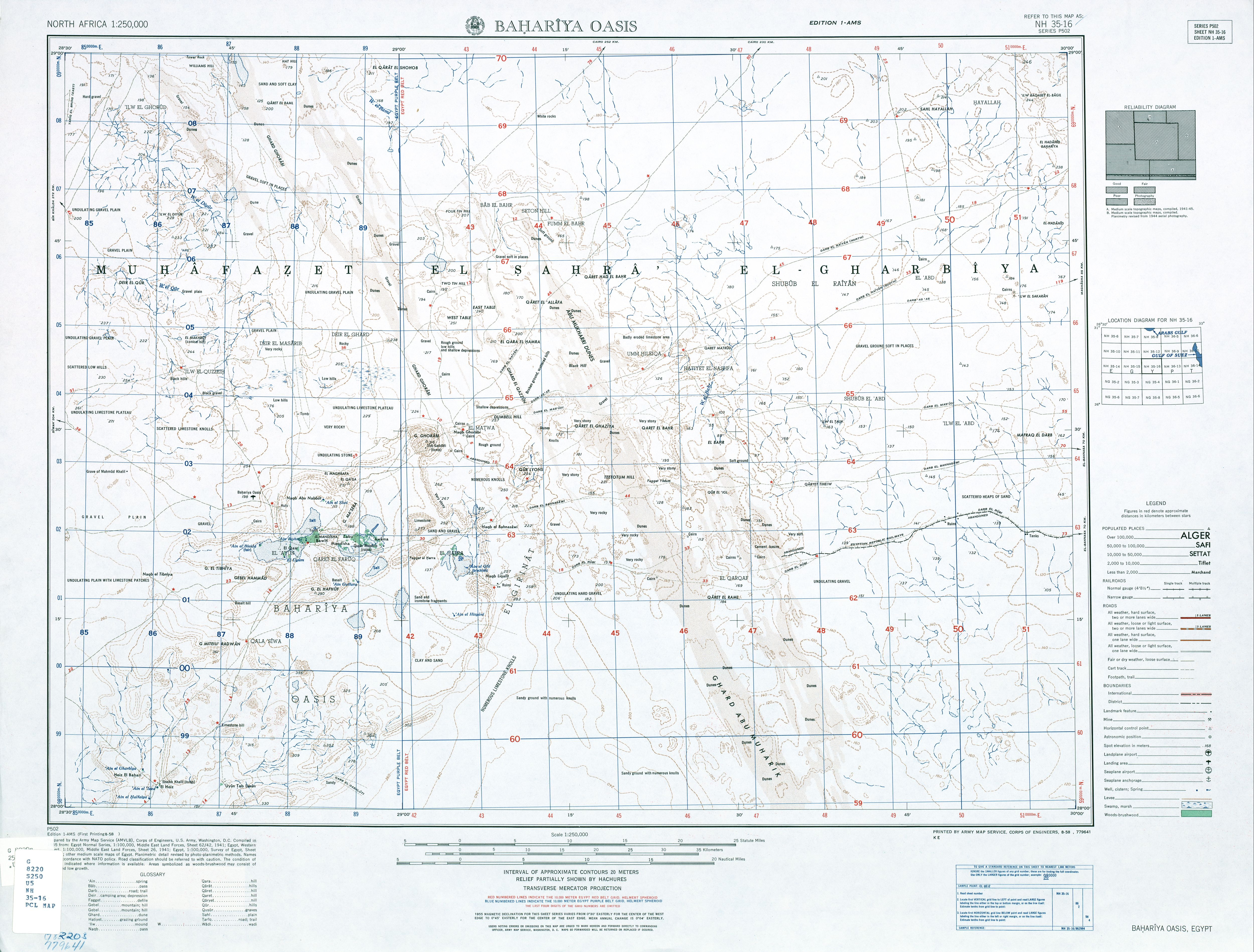
Detailkarte mit Bahariyya-Oase

Al-Bahariyya (arabisch الواحات البحرية al-Wahat al-Bahriyya, DMG al-Wāḥāt al-Baḥriyya ‚die nördlichen Oasen‘) ist eine der fünf bedeutendsten bewohnten Senken im ägyptischen Teil der Libyschen Wüste. Sie liegt etwa 370 Kilometer südwestlich von Kairo. Die etwa ovale Senke erstreckt sich von Nordosten nach Südwesten, hat eine Länge von 94 km, eine maximale Breite von 42 km und umfasst eine Fläche von etwa 2000 km². Die Senke ist von Bergen umgeben und verfügt über zahlreiche Quellen.
Die Senke lässt sich in zwei Siedlungsgebiete unterteilen: dies ist zum einen der Norden mit dem Verwaltungszentrum al-Bawiti (28° 21′ 1,5″ N, 28° 52′ 0,1″ O) und mehreren Dörfern östlich von Bawiti und zum anderen das Gebiet von al-Haiz im Süden.

## Namensgebung

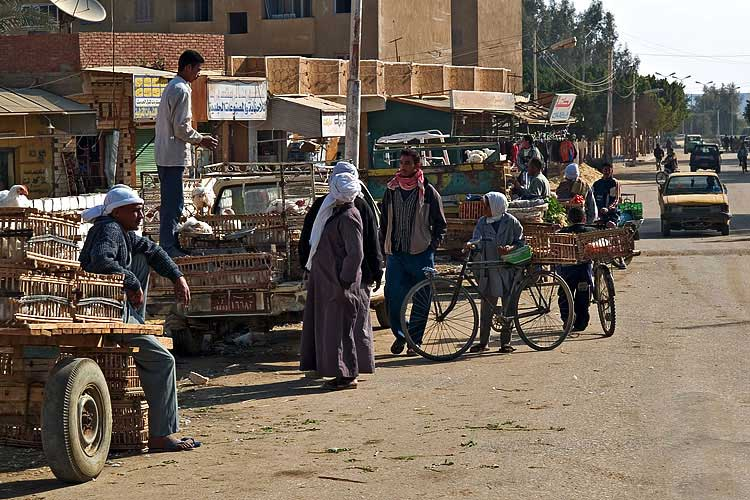
al-Bawiti

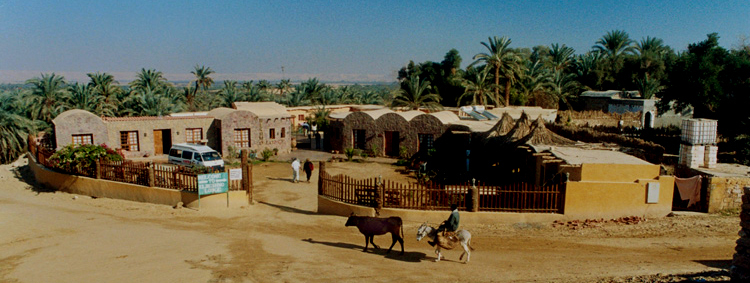
El-Beschmo Lodge, al-Bawiti

Die Senke ist im alten Ägypten unter zwei Namen bekannt. Die Bezeichnung Djesdjes ist erstmals auf einem Skarabäus aus dem Mittleren Reich erwähnt. Im Neuen Reich findet man diese Bezeichnung nur selten, so beispielsweise im Luxor-Tempel oder im Bericht des Kamose, der die Oase im Kampf gegen die Hyksos einnahm. Ab der 25. Dynastie wird sie fast ausschließlich benutzt. Die zweite Bezeichnung Wḥ3.t mḥty.t („die nördliche Oase“) wird fast ausschließlich im Neuen Reich verwendet, so zum Beispiel im hiesigen Grab des Amenhotep, und findet sich nochmals in der Oasen-Liste des Tempels von Edfu.
Seit 45 n. Chr. ist die Senke unter dem Namen Oasis parva (kleine Oase) bekannt. Der griechische Historiker Strabon (63 v. Chr. – 23 n. Chr.) nennt sie die zweite Oase, der Historiker Olympiodoros von Theben (5. Jhd. n. Chr., byzantinische Zeit) die dritte Oase. In koptischer Zeit wurde sie Oase von Pemdje (das antike Oxyrhynchos bzw. das heutige al-Bahnasa) und in islamischer Zeit Oase von Bahnasa genannt.
Die heutige Bezeichnung ist الواحات البحرية, DMG al-Wāḥāt al-Baḥriyya, mit der Bedeutung „die nördlichen Oasen“. Offensichtlich besaß der südliche Teil der Senke um al-Haiz nie einen separaten Namen.

## Bevölkerung
Die heutige Bevölkerung setzt sich aus mehreren Gruppen zusammen: dies sind zum einen die Alteinwohner mit häufig christlichen Vorfahren, Berber (Beduinen) aus Libyen bzw. von der Mittelmeerküste und halbnomadisch lebende Oberägypter aus dem Raum al-Minya, die seit etwa 500 Jahren, aber besonders unter der Herrschaft von Muhammad Ali im 19. Jahrhundert vertrieben wurden. Am Ende des 19./20. Jahrhundert gelangten Sudanesen und Militärflüchtlinge, häufig Sklaven, als Immigranten nach al-Bahariyya. Seit 1985 wanderten im größeren Maße Nilbauern zu. Während im 19. Jahrhundert nur etwa 5000 Menschen in der Senke lebten, waren es in den 1950er-Jahren etwa 7000, 1981 16.700 und im Jahr 2000 etwa 30.000, davon mehr als die Hälfte in der Doppelstadt Bawiti/Qasr.
Haupternährungsquelle sind die 150.000 Dattelpalmen sowie Oliven- und Obstbäume. Etwa ein Viertel des kultivierbaren Landes wird tatsächlich genutzt.
Die alteingesessenen Familien leben auch heute noch in Großfamilien; die Rollenverteilung ähnelt der in arabischen Familien. Große Verehrung genossen die (männlichen und weiblichen) Scheichs, was an ihren Gräbern ablesbar ist.
Es bestehen enge verwandtschaftliche Beziehungen zum Fayoum, da es infolge des Zweiten Weltkrieges wiederholt zu wechselseitigen Immigrationen gekommen ist.
Der starke Zuzug von Niltalbewohnern, insbesondere für die Verwaltung und den Bergbau, verändert aber das gesellschaftliche Gefüge im starken Maße.

## Geschichte
Bahariyya war bereits nachweislich seit der Jungsteinzeit besiedelt. Im Bereich von al-Haiz wurden an den Siedlungsplätzen in der Größenordnung einiger Hundert Quadratmeter für nur kleine Personengruppen von Jägern und Sammlern Mahlsteine, Pfeilspitzen, Schaber, Meißel und andere Hornsteinwerkzeuge sowie Straußeneierschalen gefunden.
Im Bereich von Ghard al-Abyad im Gebiet von al-Haiz wurden 2007 Siedlungsreste gefunden, die sich in das Alte Reich datieren ließen. Die Senke al-Bahariyya befand sich seit dem Mittleren Reich im altägyptischen Herrschaftsbereich. Davon zeugen ein Skarabäus mit der Bezeichnung dieser Oase, Djesdjes, und Felsinschriften von Durchreisenden nahe al-Harra. Das bedeutendste Zeugnis aus dem Neuen Reich ist das Grab des Amenhotep, genannt Huy, in Qarat Hilwa, das deutlich thebanischen Einfluss verrät. Ihre Blüte erreichte die Senke in der 26. Dynastie zur Zeit des Pharao Amasis sowie in griechisch-römischer Zeit. Zu den Zeugnissen aus der 26. Dynastie gehören die Gräber von Qarat Qasr Salim und Qarat asch-Scheich Subi in al-Bawiti als auch die Kapellen von Ain el-Muftella.
In Qasr el-Maqisba befindet sich ein Tempel, den der Stiftungsinschrift zufolge Alexander der Große dem Gott Amun stiftete. Vermutlich kam der makedonische Eroberer in der Oase vorbei, nachdem er bei seinem Besuch im Amum-Orakel in der Oase Siwa als Sohn dieses Gottes angesehen worden war und sich fortan auf diese Weise in die religiösen Traditionen Ägyptens integrierte. Zu den Zeugnissen aus griechischer Zeit gehören neben diesem Tempel die Ibis-Galerien von Qarat al-Farargi. Aus römischer Zeit stammen die Festungsbauten von al-Haiz, Qarat at-Tub und Qasr Muharib, ein römischer Triumphbogen in al-Qasr und Palastanlagen und Anlagen zur Weinkelterung in al-Haiz.
Bereits in römischer Zeit ab etwa dem 4. nachchristlichen Jahrhundert lebten hier Christen. Das Christentum erlosch erst im 17. beziehungsweise am Beginn des 18. Jahrhunderts mit dem Übertritt der letzten Christen zum Islam. Ihre Kirchen befanden sich nahe den alten römischen Festungsanlagen. Verehrt wurden hier der hl. Bartholomäus und sicher der hl. Georg.
Die Islamisierung liegt im Dunkeln; einige Ruinen zwischen der Hauptstraße und dem Dorf Ain Tuni sollen laut Aussagen Einheimischer aus dieser Zeit stammen. Übrigens gab es keine ständige arabischstämmige Besiedlung, so übten einige libysche Berberstämme uneingeschränkte Vorherrschaft über alle ägyptischen Oasen seit dem 10./11. Jahrhundert aus. Der Historiker al-Bakrī erwähnt, dass im 11. Jahrhundert Christen und Muslime zusammen gelebt haben. In der Mamlukenzeit wurde der Senke wieder größeres Augenmerk zuteil, in osmanischer Zeit waren hier wohl auch Soldaten stationiert. Aus dieser Zeit sind aber kaum Funde belegt. Muhammad Ali ließ 1813 al-Bahariyya in seinen Herrschaftsbereich eingliedern. Seit der Mitte des 19. Jahrhunderts ist die Senke unter ägyptischer Verwaltung und muss Steuern entrichten. Es gab aber keine ständigen Verwaltungsbeamten vor Ort; die einheimischen Scheichs regelten alle ihre Angelegenheiten bis weit in die 1980er-Jahre selbst.
Seit 1961 gehörte el-Bahriyya zum Gouvernement Neues Tal, wurde aber 1968 dem Gouvernement al-Dschiza zugeschlagen. Seit 1965 gibt es einen Bürgermeister, der aber über lange Zeit nur geringen Einfluss besaß.
Den wirtschaftlichen Aufschwung erlebte die Senke mit der Erschließung der Eisenerzlagerstätten von al-Managim im Osten der Senke, deren Erze in Helwan verhüttet werden. Im Gegensatz zu anderen Senken gibt es hier aber so gut wie keine Neulandgewinnung. Seit der Mitte der 1980er-Jahre etablierte sich hier der Tourismus als neuer Wirtschaftszweig aufgrund der Pionierleistung des Schweizer René Michel.

## Forschungsgeschichte
Die Senke selbst wurde erst seit dem Beginn des 19. Jahrhunderts von Europäern bereist. Der Italiener Giovanni Battista Belzoni (1778–1823) bereiste die Senke 1818 auf seinem Weg nach Siwa. Ihm folgten 1820 der Franzose Frédéric Cailliaud (1787–1869), 1823/1824 sein Landsmann Jean-Raimond Pacho, 1843 der Brite John Gardner Wilkinson (1797–1875), der deutsche Botaniker Paul Ascherson (1834–1913) 1874 bzw. der deutsche Arzt und Archäologe Rudolf Virchow (1821–1902) im Jahre 1876. Die geografische und geologische Erforschung erfolgte 1897 durch die Briten John Ball und Hugh L.L. Beadnell. 1900 durchreiste der deutsche Ägyptologe Georg Steindorff (1861–1951) Bahariyya auf seinem Wege nach Siwa. Die umfangreichsten Forschungsarbeiten wurden hier von 1938 bis zum Beginn der 1970er-Jahre von Ahmed Fakhry (1905–1973) durchgeführt. Seit den 1970er-Jahren forschen hier französische, und seit Beginn der 2000er-Jahre infolge der Funde im „Tal der Goldenen Mumien“ auch verstärkt ägyptische und tschechische Archäologen.
1999 wurden offiziell neue Funde aus dem Tal der goldenen Mumien vorgestellt. Die Entdeckung dieses Friedhofs aus griechisch-römischer Zeit fand aber bereits 1996 statt. Ein Team unter Leitung von Zahi Hawass entdeckte hier etwa 230 Mumien in etwa 15 Gräbern aus dem 1. und 2. Jahrhundert nach Christus; diese Funde werden derzeit ausgewertet. Großzügige Schätzungen nach soll der Friedhof etwa 10.000 Bestattungen umfassen.
Der deutsche Paläontologe Ernst Freiherr Stromer von Reichenbach (1871–1952) fand hier in den Jahren 1911–1914 in der Nähe des Gebel ed-Dist (Bahariya-Formation) die Fossilien dreier fleischfressender Dinosaurier, die hier vor 94 Millionen Jahren lebten: Bahariasaurus ingens, Carcharodontosaurus und Spinosaurus aegyptiacus. Die im Münchner Naturkundemuseum ausgestellten Überreste wurden bei einem Bombenangriff 1944 zerstört. 2000 gelangen einem amerikanischen Team unter Leitung von Joshua Smith von der University of Pennsylvania östlich des Grabes des Scheichs Muhammad al-Qaddafi am Gebel al-Fagga mit Paralititan stromeri erneut ein Saurierfund.

## Sehenswürdigkeiten
In einem kleinen Museum sind fünf der „Goldenen Mumien“ ausgestellt. Sehenswert sind auch die vorchristlichen Gräber des Djed-Amun-ef-Anch und seines Sohnes Banentiu aus der 26. Dynastie, die sich im Hügel Qarat Qasr Salim nicht weit entfernt vom Zentrum befinden. Sehr gut erhalten sind die Farben und Hieroglyphen, die denen im Tal der Könige nicht nachstehen. Auch der Alexandertempel kann besichtigt werden.

## Schwarze und Weiße Wüste
Bahariyya ist auch ein guter Ausgangspunkt für eine Fahrt durch die Schwarze Wüste (as-Sahra as-sauda), zum Kristallfelsen und zum Nationalpark Weiße Wüste (as-Sahra al-baida). Eine der bedeutendsten benachbarten Oasen ist die etwa 180 km südlich gelegene Farafra.

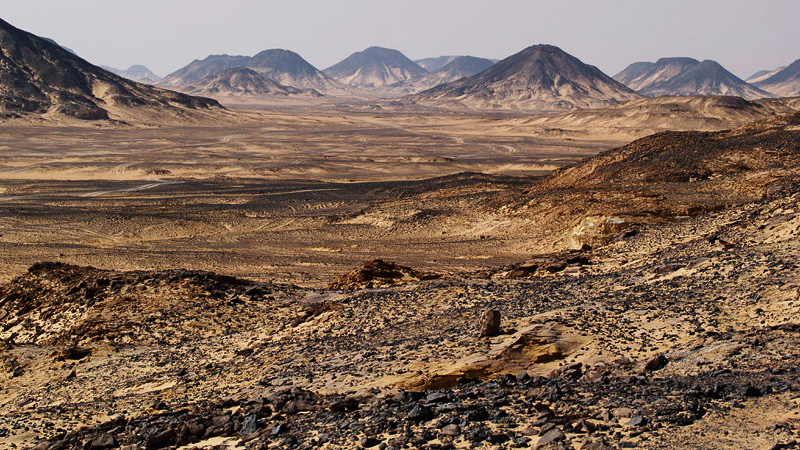
Schwarze Wüste
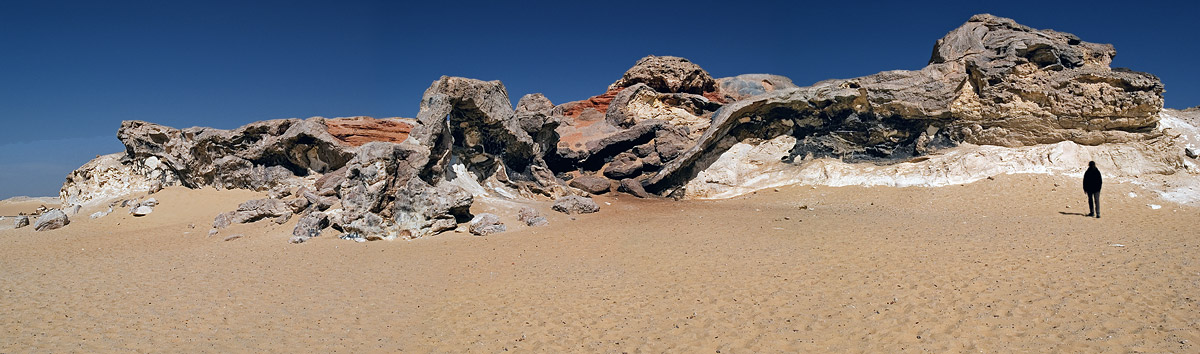
Kristallberg (Crystal Mountain)
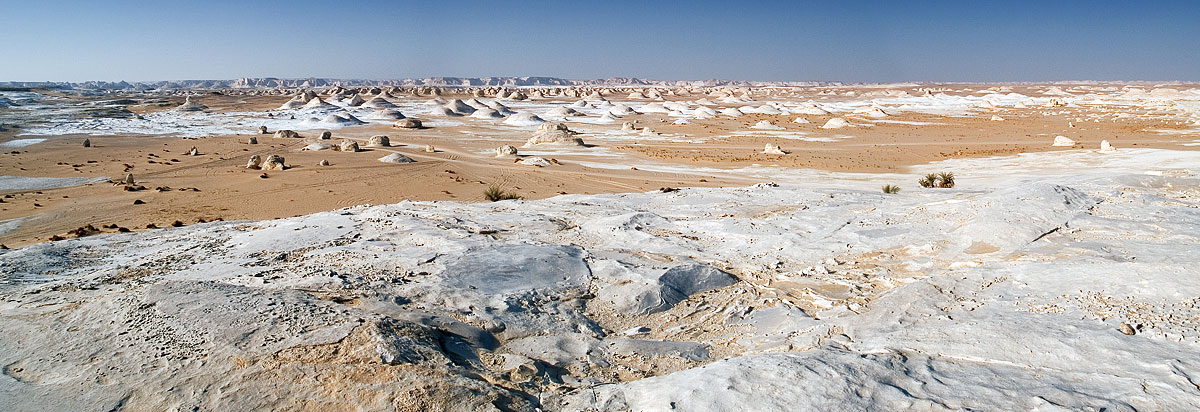
Weiße Wüste
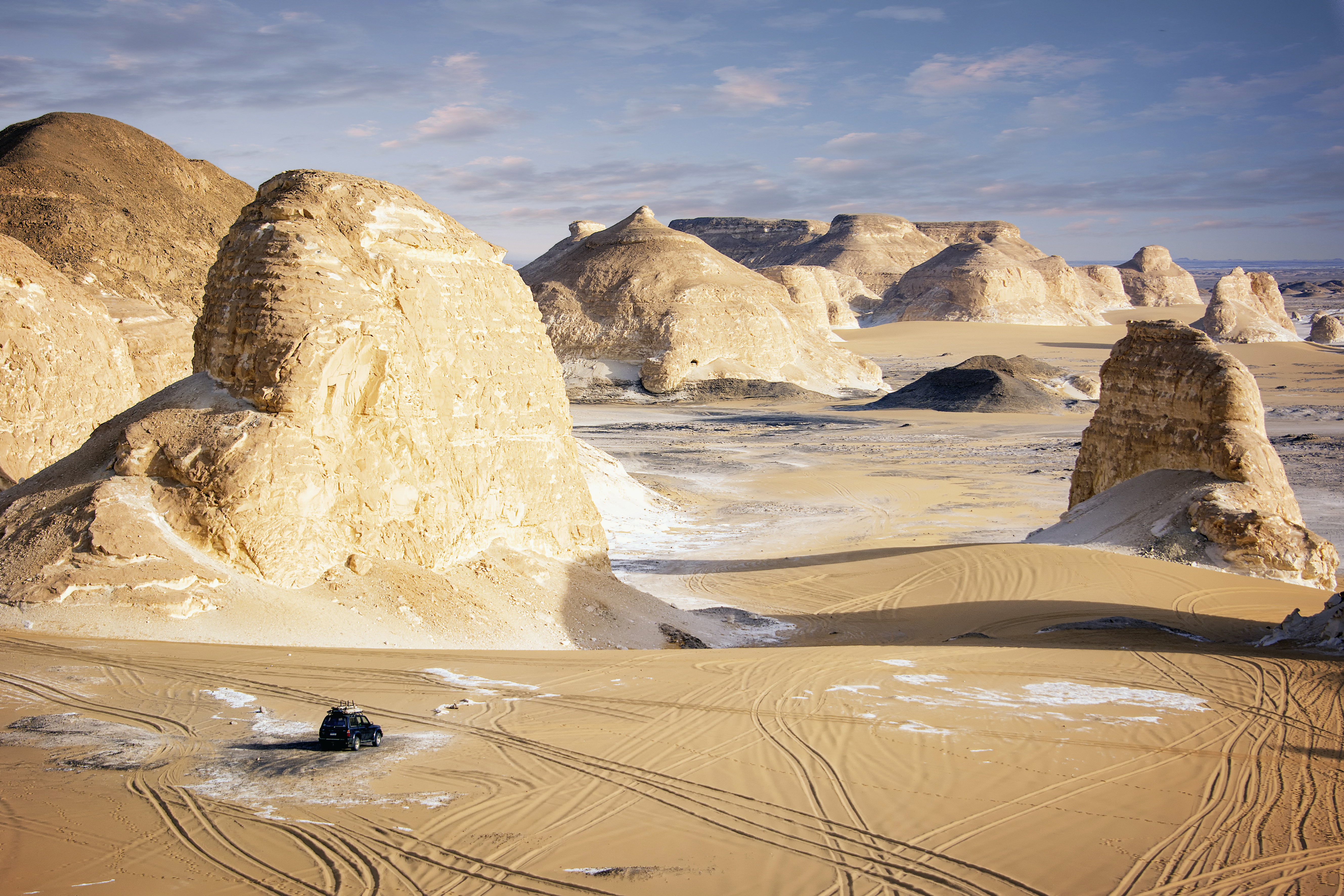
Safari